# Sasunaga maja
Sasunaga maja är en fjärilsart som beskrevs av Embrik Strand 1916. Sasunaga maja ingår i släktet Sasunaga och familjen nattflyn. Inga underarter finns listade.